# 杨璆
宜春王杨璆（?—?），五代十国時期南吳睿帝楊溥第三子。
楊溥即吳國皇帝位後，於乾貞元年（927年）封三子杨璆為宜春王，和南阳王杨玢、江夏王杨璘一起受封。他的大哥是太子杨琏。吴禅位于齐，徐知诰把杨璆降封郡公。杨璆不知所终。